# Theiss-Eisenbahn

Das Streckennetz der Theiss-Eisenbahn

Die k.k. privilegierte Theiss-Eisenbahn, ungarisch: Tiszavidéki Vasút (TVV), war eine Eisenbahngesellschaft in Ungarn. Das Bahngebiet der Gesellschaft lag östlich der Hauptstadt Budapest im Stromgebiet des namensgebenden Flusses Theiß (Tisza). Im Jahr 1880 wurde sie verstaatlicht.

## Geschichte
Die k.k. privilegierte Theiss-Eisenbahn wurde 1856 mit Sitz in Wien gegründet. Das Kapital der Gesellschaft betrug insgesamt 16.535.000 Gulden in 82.675 Stück Stammaktien zu je 200 Gulden. Darüber hinaus gab die Gesellschaft 15.750 Stück Anleihen im Wert zu je 200 Gulden heraus, die mit 5 Prozent pro Jahr verzinst wurden.
Die Konzession zum Bau ihrer Strecken von Czegled nach Kaschau sowie nach Arad und Großwardein erhielt die Gesellschaft am 10. November 1856. Der Bau der konzessionierten Strecken ging rasch voran. Bis 1860 gelang es, das gesamte vorgesehene Netz in Betrieb zu nehmen. Die Strecke Czegled–Szolnok war bereits 1847 durch die Ungarische Zentralbahn (UZB) errichtet worden, über die k.k. privilegierte Staatseisenbahngesellschaft (StEG) kam sie 1857 durch Kauf ins Eigentum der Theiss-Eisenbahn.
Nach dem Österreichisch-Ungarischen Ausgleich und der Schaffung der k.u k. Doppelmonarchie im Jahr 1867 verlagerte die Gesellschaft ihren Sitz nach Budapest. Im Jahr 1871 übernahm die Theiss-Eisenbahn im Auftrag der Arad-Temesvári Vasúttársaság (ATV) die Betriebsführung auf der Bahnstrecke Arad–Timișoara, die in Arad an das Netz der Theiss-Eisenbahn anschloss. 
Im Jahr 1880 wurde die Gesellschaft verstaatlicht. Einschließlich der kurz zuvor eröffneten Strecke Mezőtúr–Szarvas belief sich die Streckenlänge zu diesem Zeitpunkt auf insgesamt 606,129 Kilometer. Die Aktien der Gesellschaft wurden für einen Preis von 490 Kronen pro Stück vom ungarischen Staat übernommen, Infrastruktur und Fahrzeuge kamen in das Eigentum der Ungarischen Staatsbahn (MÁV).

## Strecken
- Cegléd–Szolnok (1857 von der StEG übernommen)
- Szolnok–Debrecen (eröffnet 1857)
- Püspökladány–Nagyvárad (eröffnet 1858)
- Szajol–Arad (eröffnet 1858)
- Debrecen–Miskolc (eröffnet 1859)
- Miskolc–Kassa (eröffnet 1860)
- Mezötúr–Szarvas (eröffnet 1880)

## Lokomotiven
| TVV-Nr.        | Anzahl | Hersteller              | Baujahr   | Achsformel | Bemerkung                                                            | Bild |
| 1–4            | 4      | Meyer/Mülhausen         | 1844–1845 | 2A n2      | übernommen von StEG, 1876/77 ausgemustert                            |      |
| 5–14           | 10     | StEG                    | 1857      | 1B n2      | 1880 an MÁV                                                          |      |
| 15–29          | 15     | StEG                    | 1857–1858 | B n2       | 1880 an MÁV                                                          |      |
| 30–44          | 15     | StEG                    | 1858      | 1B n2      | baugleich zu Nr. 5–14, 1880 an MÁV                                   |      |
| 45–54          | 10     | StEG                    | 1859      | 1B n2      | 1880 an MÁV                                                          |      |
| 55–64          | 10     | StEG                    | 1859      | 1B n2      | baugleich zu Nr. 5–14, 1880 an MÁV                                   |      |
| 65–72          | 8      | Günther/Wiener Neustadt | 1857–1858 | 1B n2      | 1880 an MÁV                                                          |      |
| 73–77          | 5      | Günther/Wiener Neustadt | 1860      | 1B n2      | 1867 an Erste Siebenbürgener Eisenbahn (Első Erdélyi Vasút) verkauft |      |
| 73"–77", 78–92 | 20     | Kessler/Karlsruhe       | 1860      | 1B n2      | 1880 an MÁV                                                          |      |
| 93–94          | 2      | MÁVAG                   | 1878–1879 | C n2       | 1880 an MÁV                                                          |      |
| 1"–2"          | 2      | StEG                    | 1879      | B n2       | 1880 an MÁV                                                          |      |